# Гімназія Стельмашенка

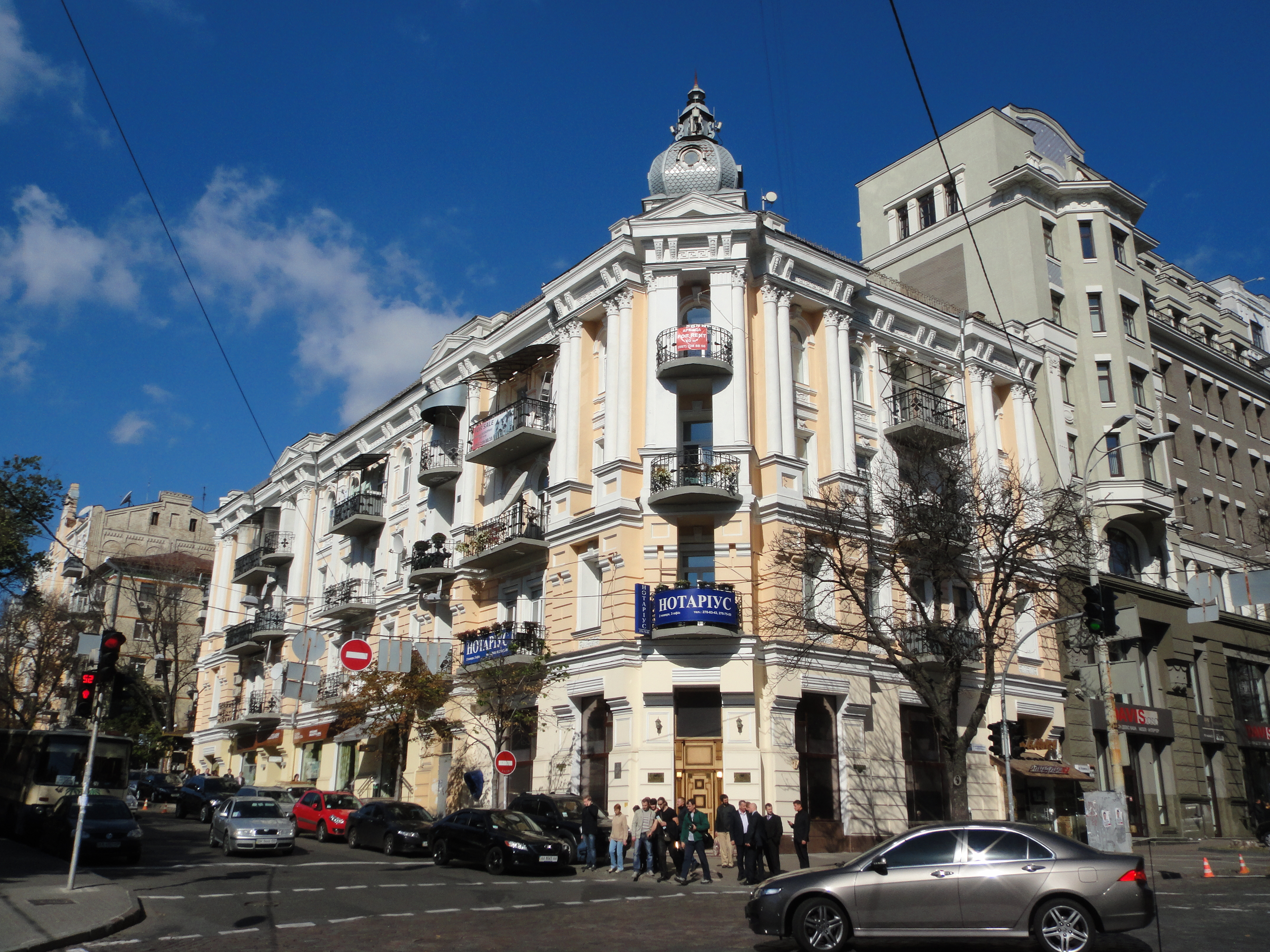
Гімназія Стельмашенка на Володимирській вулиці, 40 (фото 2012 року)

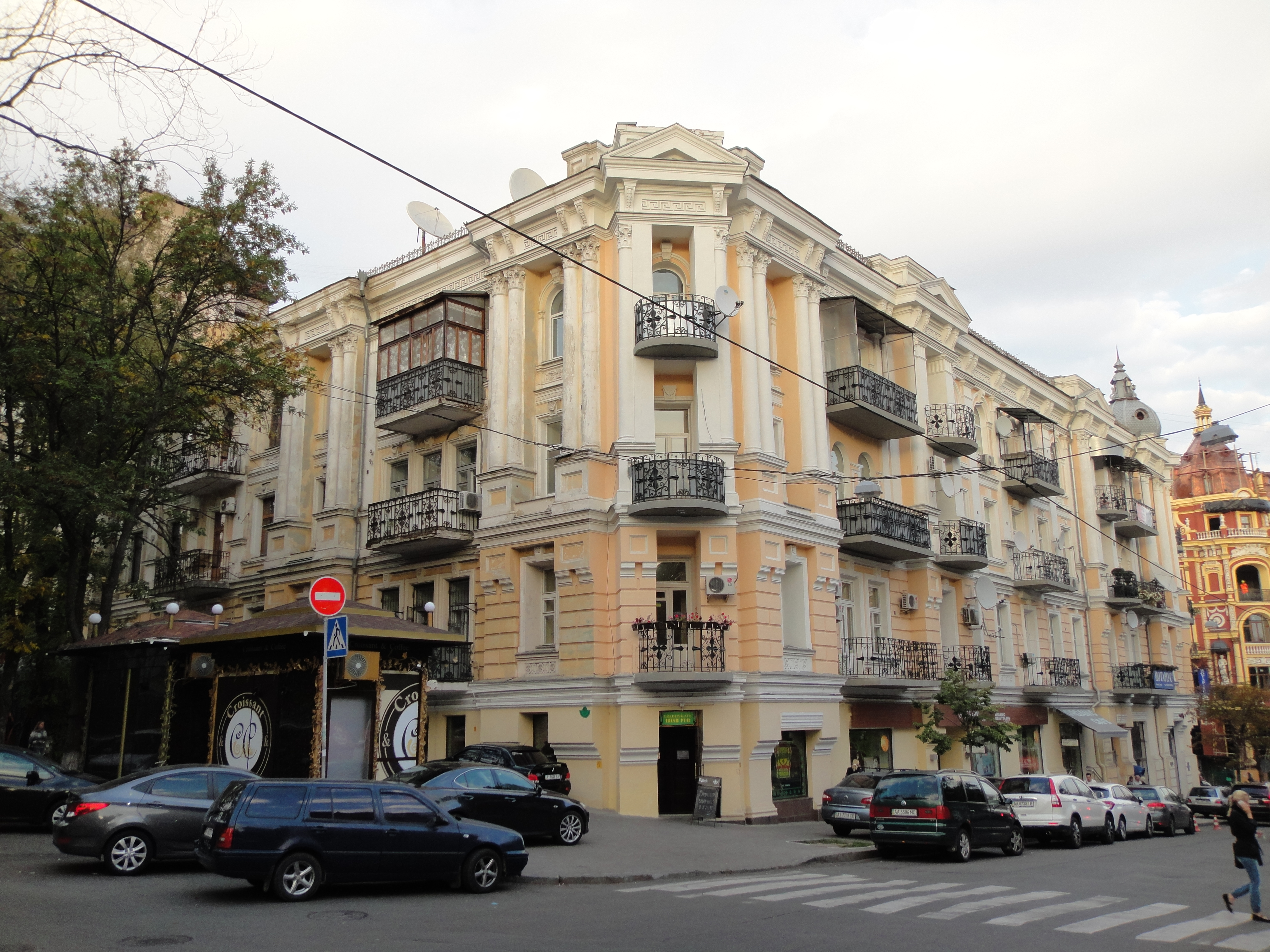
Гімназія Стельмашенка (вид з вулиці Ярославів Вал, фото 2012 року)

Гімназія Стельмаше́нка, згодом Дев'ята київська гімназія — приватний середній загальноосвітній заклад, заснований 1907 року в Києві М. А. Стельмашенком.

## Історія
За свідченням дослідника історії Києва Михайла Кальницького, для священика Михайла Стельмашенка, члена Київського клубу російських націоналістів, русифіковані й прорежимні державні школи здавалися надто ліберальними. Тож Стельмашенко вирішив заснувати власну гімназію, у якій би виховання будувалося в монархічному, православному дусі.
Тож 30 вересня 1907 року було відкрито приватну чоловічу гімназію Стельмашенка, яка спершу розташовувалася у будинку за адресою Володимирська вулиця, 40. Верхній поверх займав пансіон на 30 вихованців, а два інші — гімназія на 250 учнів. Сам цар Микола II подарував для церкви при гімназії Стельмашенка ікону Божої Матері. Учнів з літерою «С» на кокарді кашкета називали в Києві «стельмашенківцями» або просто «стельмашаками».
Стельмашенко першим у Києві заснував мережу шкільного туризму. Так будинок гімназії на Володимирській та деякі інші школи влітку перетворювалися на безкоштовні готелі для учнів з інших міст, а викладачі охоче виступали в ролі гідів. З 1926 року у приміщенні на Володимирській функціонувала трудова школа № 43.
Не без сприяння влади Стельмашенкові вдалося знайти кошти для будівництва нового приміщення для гімназії, спорудження якого було завершене 1910 року. Таким чином гімназія Стельмашенка переїхала у новий п'ятиповерховий будинок за адресою Рильський провулок, 10. За радянського часу тут знаходилася Вища партійна школа, а з часів незалежності — комерційний банк.
У гімназії викладали архітектор Микола Миколайович Гарденій, художник Дмитро Григорович Торов, Павло Якович Корольов, батько конструктора космічних кораблів С. П. Корольова, тут навчався дитячий письменник Микола Носов.

Всупереч усім зусиллям директора монархічні ідеї не надто захоплювали гімназистів. Один зі «стельмашаків», уродженець Києва, російськомовний дитячий письменник Микола Носов згадував, як його клас відгукнувся на повалення царя: 
 У нашому уявленні слово «революція» було рівнозначне словам «свобода», «воля». А свобода, на нашу думку, була, коли кожен міг робити, що йому хочеться, і не робити, чого не хочеться, отже, міг би й не вчитися, тому що вчитися нам, взагалі-то, не хотілося… Всі ми з диким вереском, лементом і гиканням кинулися вниз сходами, немов лавина з гір, і, вибігши на вулицю, почали рвати на шматки свої зошити, щоденники й навіть підручники. Весь коротенький Рильський провулок був густо засіяний подертими листочками із книг і зошитів… 